# Ready-made

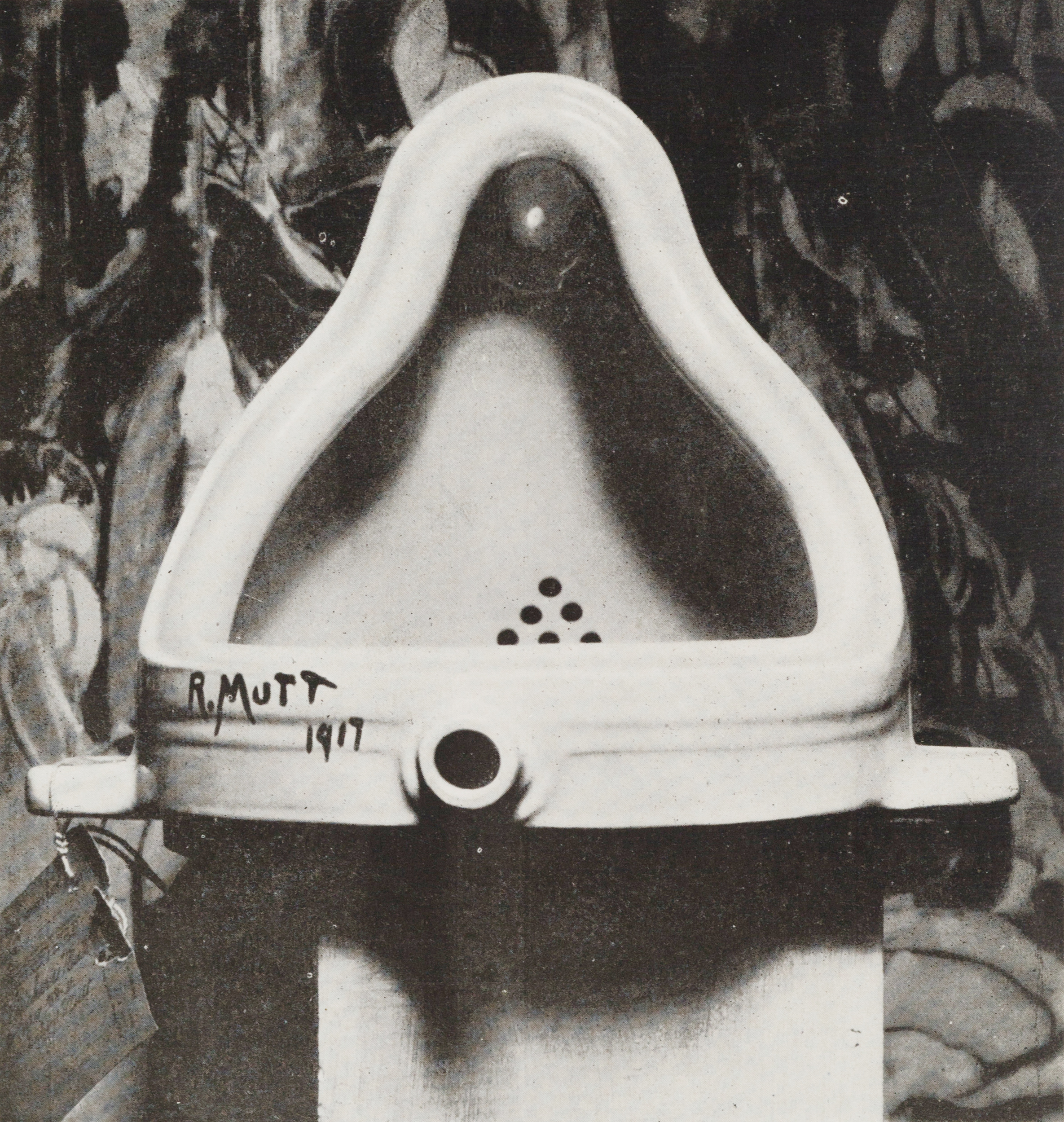
A Fonte de Marcel Duchamp

O ready-made nomeia a principal estratégia de fazer artístico de Marcel Duchamp e é uma forma ainda mais radical da arte encontrada (ou objet trouvé, no original francês). O ready-made é manifestação radical da intenção de Marcel Duchamp de romper com a artesania da operação artística, uma vez que se trata de apropriar-se de algo que já está feito: escolhe produtos industriais, realizados com finalidade prática e não artística (urinol de louça, pá, roda de bicicleta), e os eleva à categoria de obra de arte.
Caracteriza-se por uma operação de sentido que faz retornar o literário ao problema da arte, contrariando a ênfase modernista na forma do objeto artístico. O conceito de alegoria retorna na forma de uma operação que indicia um significado novo em um objeto concreto.  Ao adotar tal operação de sentido, Duchamp termina por implicar mais que a obra de arte;  é necessário tratar de toda a constelação estética que envolve a obra e da conjuntura de sentido que a produz, mas também a que a sustenta e sanciona.
É o caso de "Fonte", de 1917. Apresentada no Salão da Sociedade Novaiorquina de artistas independentes, constituída a partir de um mictório invertido. A operação que o caracteriza é o deslocamento de uma situação não artística para o contexto de arte. Tal operação é marcada por sua apresentação como escultura e assinatura.  À inversão física do objeto corresponde a inversão de seu sentido, que se espelha no corpo do espectador.  Do mesmo modo, "Porta-garrafas" (1914, readymade)  e "Roda de bicicleta" (1913, readymade assistido) tiram partido de um deslocamento e manipulação do objeto para tornar o sentido de sua aparição crítico.
Ao longo de seu trabalho, decide qualificar a produção de ready mades. A expressão se referia primariamente aos poucos objetos que não sofreram qualquer intervenção formal.  Na qualidade de objetos, assim, de algum modo transformados, temos os ready mades ajudados, retificados, corrigidos e recíprocos, segundo o modo pelo qual sua forma sofre interferência por parte do artista.
Como em outros casos, está explícito o típico propósito dadaísta de chocar o espectador (o artista, o crítico, o amador de arte), choque que caracteriza a atitude das vanguardas (que necessitam desse choque para reformular o conceito de arte)  e  que persiste frequentemente na arte contemporânea.  Mas o ready-made também evidencia sua constituição em uma neutralidade estética, a partir da qual a operação de sentido é proposta : o ready made inicia numa "indiferença visual" :  "...a ideia sempre vinha primeiro, e não o exemplo visual", o que é, "...uma forma de recusar a possibilidade de definir a arte." (em Entrevista com Pierre Cabanne).  Uma arte calcada no conceito, que se desenvolve a partir do 'encontro' (rendez-vous), ou seja, do achado fortuito, da blague que dota o objeto de sentido de modo desinteressado, e que, assim, fará com que a obra exista para qualquer sujeito do mesmo modo;  em relação à aesthesis, a sensação, o ready made se oferece como fato estético no qual podemos incluir e elaborar nossas experiências, mas que independe da categoria gosto.  Coloca, assim, a obra como problema a ser vivenciado pelo espectador e elimina a ideia da obra como expressão, tornando inúteis tentativas de percebê-la como representação de uma biografia ou interioridade do autor.  Podemos, assim, fazer paralelos com a ideia de "morte do autor", presente nas obras de Barthes, De Man e Derrida.
Não por acaso, Duchamp afirmaria mais tarde que "será arte tudo o que eu disser que é arte" - ou seja, todo acervo artístico que nos foi legado pelo passado só é considerado arte porque alguém assim o disse e nós nos habituamos a admiti-lo. Donde se conclui que  La Gioconda, de Da Vinci, ou O Enterro do Conde de Orgaz, de El Greco, não seriam mais arte do que um urinol ou uma pá de lixo:  todos dependem de uma reconstituição atual de seu sentido (como funcionamento da obra), e somente nesse funcionamento conceitual e crítico, do qual faz parte o sujeito, é que a obra se justifica como arte.  Isto é, além de nos indicar que a arte precede e prescinde a maestria formal, o readymade nos faz ver que o objeto deixa de ser arte no momento em que deixa de propor, para si mesmo, novas interpretações — no momento em que deixa de fazer um novo sentido.
| “ | O que é a arte? Como se deverá definir o seu contexto? Poderá a arte ser criada e compreendida quando já não está ligada a um objeto estético? […] Poderá o discurso sobre a própria arte ser arte? | ” |
| — Daniel Marzona, «Ideias, Sistemas, Processos», in Arte Moderna, Colónia, Taschen, 2016, p. 571. (Texto adaptado) | |   |

Muitos artistas modernos destacam-se pelo uso de objetos encontrados nas suas obras, entre os quais:
- Saâdane Afif
- Arman[3]
- Joseph Beuys
- Guillaume Bijl
- George Brecht
- Jake and Dinos Chapman
- Greg Colson
- Joseph Cornell
- Tony Cragg
- Salvador Dalí
- Jack Daws
- Marina DeBris
- Jim Dine[4]
- Mark Divo
- Jose de Creeft
- Marcel Duchamp
- Tracey Emin
- Tom Friedman
- Victoria Fuller
- Jim Gary
- Genco Gulan
- Louis Hirshman[5]
- Damien Hirst
- Lonnie Holley
- Irma Hünerfauth
- Jasper Johns[6]
- Edward and Nancy Kienholz
- Joseph Kosuth[7]
- Paweł Kowalewski
- John Lefelhocz
- Sarah Lucas
- David Mach
- Michael Craig-Martin
- Rodney McMillian
- Louise Nevelson
- Nam June Paik
- Niki de Saint Phalle
- Pablo Picasso[8]
- Robert Rauschenberg
- Man Ray
- Joe Rush
- Leo Sewell
- Daniel Spoerri
- Kurt Schwitters
- Michelle Stitzlein
- Tomoko Takahashi
- Elsa von Freytag-Loringhoven
- Wolf Vostell
- Paul Yore